# Berner Zinktafel

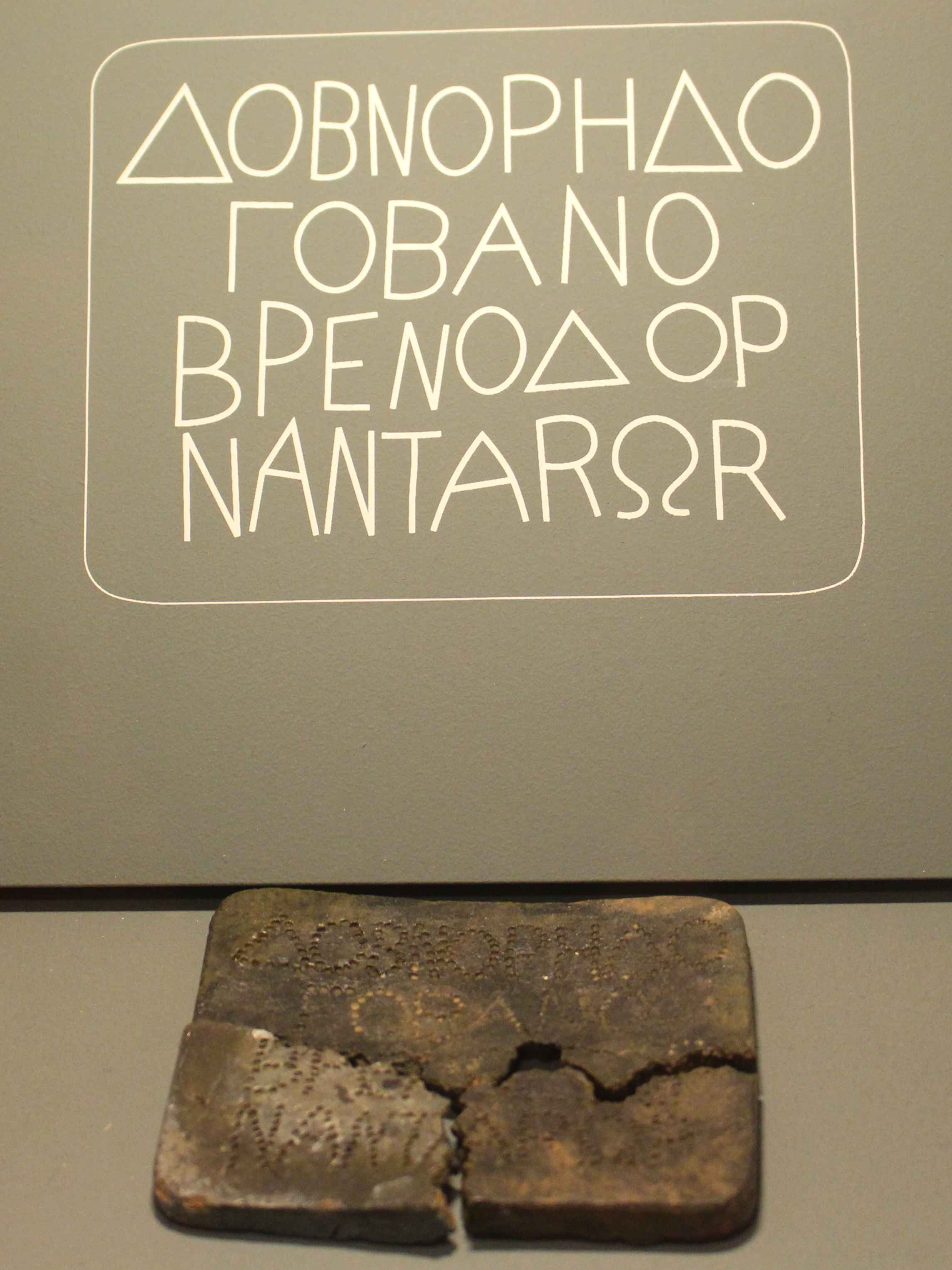
Berner Zinktafel im Historischen Museum Bern, 2019

Die Berner Zinktafel (Zinktafel von Bern-Thormebodenwald) ist ein antikes beschriebenes Zinkblech, das in den 1980er Jahren in der helvetischen Siedlung Bern-Engehalbinsel gefunden wurde. Das Täfelchen misst 11 mal 14 Zentimeter und wird ins 1. oder 2. Jahrhundert nach Christus datiert.

## Inschrift
Die vierzeilige Inschrift wurde in griechischen Buchstaben geschrieben, die Sprache ist Gallisch.
ΔΟΒΝΟΡΗΔΟ ΓΟΒΑΝΟ ΒΡΕΝΟΔOΡ ΝΑΝΤΑΡΩΡ     Dobnoredo Gobano Brenodor Nantaror.
Jede Zeile besteht aus einem Eigennamen. Die zweite nennt den keltischen Schmiedgott Gobanos, der bei den Iren als Goibniu und bei den Walisern als Gofannon bezeugt ist. Sein Name bedeutet «Schmied». Der erste Name der Inschrift wird als Beiname des Gottes gedeutet und zwar als «Weltwanderer», zu gall. *dubnos «Welt» (air. domun) und gall.-lat. rēdā «Wagen, Reise» (air. ríad). Es liegt also eine Dedikationsinschrift vor. Stifter ist der Ort Brenodor, der in der dritten Zeile genannt wird. Der vierte Name ist eine Zusammensetzung von gall. *nantu- »Tal« und dem Flussnamen Aare.

## Echtheit
Die Berner Zinktafel, die in den 1980er Jahren auf der Engehalbinsel bei Bern entdeckt wurde, ist ein antikes beschriebenes Zinkblech, das ins 1. oder 2. Jahrhundert nach Christus datiert wird.
Die Echtheit der Tafel wurde jedoch in Frage gestellt, da Zink in der Antike selten verwendet wurde und die Namen auf der Inschrift auffällig erscheinen. Metallurgische Untersuchungen haben jedoch gezeigt, dass das Zink der Tafel sich von modernem Zink unterscheidet, was darauf hindeutet, dass es sich um ein authentisches antikes Objekt handelt.

## Weblink
- Bild der Zinktafel